# ماريانا أوتشوا
ماريانا أوتشوا (بالإسبانية: Mariana Ochoa)‏ (مواليد 19 فبراير 1979) هي مغنية و‌ممثلة مكسيكية. وهي عضو سابق في المجموعة الموسيقية المكسيكية OV7.

## حياتها
بدأت مسيرتها الفنية وهي في سن العاشرة، بحيث سجلها أبويها في صفوف المسابقات الفنية وخصوصا الغنائية، كما أدخلوها لصفوف رقص البالييه، وهذا الانغماس في مجال الفن جعل منها شخصية مهمة في الغناء والتمثيل الدرامي والسينمائي، بحيث عملت بعدة مسلسلات درامية في التلفزيون المكسيكي، ووصل صدى هذه الأعمال للتليفزيون العربي عن طريق مسلسل ابنة البستاني، الذي عرض على التلفزيون المغربي، وقد طلبت لأداء أدوار في عدة أفلام.

## أزياء
في 2005 عرض على ماريانا أوتشوا تمثيل أزياء شركة إم تي في فاشيونيستا

## أهم الأعمال
- مسلسل : بنت البستاني(بالإسبانية: La Hija Del Jardinero)‏
- فيلم : Amor Sin Condiciones

## ألبومات غنائية
| الألبوم    | الأغاني                         | الأستوديو    | السنة | النسخ التي بيعت |
| ---------- | ------------------------------- | ------------ | ----- | --------------- |
| Yo Soy     | My Lover / Deseos / Qué Importa | EMI Music    | 2004  | 50.000 نسخة     |
| Luna Llena | حب واحد / غلطتي أنت             | Warner Music | 2007  | 16.000 نسخة     |